# Pinctada nigra
Pinctada nigra is een tweekleppigensoort uit de familie van de Pteriidae. De wetenschappelijke naam van de soort is voor het eerst geldig gepubliceerd in 1850 door Gould.
Rechter en linker klep van hetzelfde exemplaar:

Rechter klep
Linker klep